# Aigialus parvus
Aigialus parvus är en svampart som beskrevs av S. Schatz & Kohlm. 1986. Aigialus parvus ingår i släktet Aigialus och familjen Aigialaceae.   Inga underarter finns listade i Catalogue of Life.